# 長久寺 (上尾市)
長久寺（ちょうきゅうじ）は、埼玉県上尾市にある天台宗の寺院。

## 歴史
慶安年間（1648年 - 1652年）に開山された。ただそれ以前より庵があったといわれており、1989年（平成元年）に発見された墓石簿によれば、藤原道長や紫式部と交流のあった僧侶覚運の墓石があったという。このことから、庵は平安時代には既に存在していた可能性がある。
幕末期より寺子屋が開かれており、師匠の智純を偲ぶ教え子らによって建てられた筆子塚がある。大正・昭和の約80年間は無住（住職不在）であった。

## 交通アクセス
- 沼南駅より徒歩7分。